# Ixodes oldi
Ixodes oldi este o specie de căpușe din genul Ixodes, familia Ixodidae, descrisă de Thomas Nuttall în anul 1913. Conform Catalogue of Life specia Ixodes oldi nu are subspecii cunoscute.